# Зайцев, Василий Алексеевич (лётчик)
Василий Алексеевич Зайцев (8 января 1912 — 2 июля 1944) — советский лётчик-ас, капитан ВВС СССР, участник Великой Отечественной войны. Совершил 70 боевых вылетов, сбил 12 самолетов.

## Биография
Василий Зайцев родился 8 января 1912 года Новорепное (ныне Ершовский район Саратовской области). В 1929 году Зайцев поступил в Саратовскую лётную школу Осоавиахима, а в 1933 году окончил Борисоглебскую школу лётчиков. Служил на Гражданском флоте, был пилотом одного из авиаотрядов Наркомата авиационной промышленности, также был лётчиком в 28-м транспортном авиаотряде. В 1939 году начал работать лётчиком-испытателем у авиаконструкторов Николая Поликарпова и Александра Яковлева.
С 16 июня 1943 года принимал участие в боях Великой Отечественной войны в составе 832-го истребительного авиационного полка. Служил в составе Брянского и 2-го Прибалтийского фронтов. За время службы прошёл путь от лётчика до командира эскадрильи.
16 мая 1944 года Василий Зайцев был сбит во время воздушного боя, его самолёт Як-9 упал на территории, занятой Красной армией, сам Зайцев остался жив. Он взял кусок бронированного стекла, которое осталось от разбитого самолёта, и нацарапал на этом стекле очерк о прошедшем бое:

16.5.1944. 4 ЯК-9, 8 ФВ-190. Я сбил 2 ФВ, 1 — Бородаевский, 1 — Соловьёв. Сгорел Соловьев, сбит я. Ст. Русаки. 2-й Прибалтийский фронт— 
Текст в этой «записке» обозначал то, что 16 мая 1944 года 4 самолёта Як-9 вступили в бой 8 самолётами FW-190, Зайцев сбил 2 самолёта противника, а Василий Бородаевский и Василий Соловьев по одному. Василий Соловьев был сбит и сгорел, сбит был и Василий Зайцев. Событие произошло на станции Русаки. Затем Зайцев передал это стекло в конструкторское бюро А. С. Яковлева, а в дальнейшем оно было передано в Центральный музей Вооружённых Сил России.
2 июля 1944 года капитан Василий Зайцев, будучи командиром 3-й эскадрильи, которая входила в состав 832-го истребительного авиационного полка, был сбит огнём зенитной артиллерии при штурмовке аэродрома противника в районе деревни Пурино (Пыталовский район, Псковская область) и погиб. По другим данным, 2 июля 1944 года он не вернулся с боевого задания и был объявлен пропавшим без вести.

## Награды
Василий Алексеевич Зайцев был награждён следующими орденами:
- Два ордена Красного Знамени (30 сентября 1943[4] и 30 апреля 1944[5]);
- Орден Александра Невского (13 июня 1944[6]);
- также был награждён медалями.